# Тусья (язык)
Тусья (Tusiã, Tusian, Tusya, Toussian, Wín) — язык или языки, который раньше относился к языкам гур, то есть неопределённого происхождения. У языка также есть северный диалект (Northern Toussian, Tusia, Tusian), на котором говорят в провинциях Уэ (западнее города Бобо-Диуласо) и Кенедугу (севернее, восточнее и южнее города Ородара), у которого имеются свои диалекты: вентене, кебентон, тер, тру, и южный диалект (Southern Toussian, Tusia, Tusian, Win), на котором говорят в провинциях Комоэ и Уэ (в области, лежащей посередине пути между городами Банфора и Бобо-Диуласо), в Буркина-Фасо. Каждая деревня имеет собственный диалект, среди которых диалект нианха является центральным.
| Алфавит тусья | Алфавит тусья | Алфавит тусья | Алфавит тусья | Алфавит тусья | Алфавит тусья | Алфавит тусья | Алфавит тусья | Алфавит тусья | Алфавит тусья | Алфавит тусья | Алфавит тусья | Алфавит тусья | Алфавит тусья | Алфавит тусья | Алфавит тусья | Алфавит тусья | Алфавит тусья | Алфавит тусья | Алфавит тусья | Алфавит тусья | Алфавит тусья | Алфавит тусья |
| ------------- | ------------- | ------------- | ------------- | ------------- | ------------- | ------------- | ------------- | ------------- | ------------- | ------------- | ------------- | ------------- | ------------- | ------------- | ------------- | ------------- | ------------- | ------------- | ------------- | ------------- | ------------- | ------------- |
| A             | B             | D             | E             | Ɛ             | F             | Gb            | H             | I             | K             | L             | M             | N             | O             | Ɔ             | P             | R             | S             | T             | U             | V             | W             | Y             |
| a             | b             | d             | e             | ɛ             | f             | gb            | h             | i             | k             | l             | m             | n             | o             | ɔ             | p             | r             | s             | t             | u             | v             | w             | y             |